# The Grand Tour
Marele tur (în engleză The Grand Tour) este un serial de televiziune auto britanic, creat de Jeremy Clarkson, Richard Hammond, James May și Andy Wilman, realizat pentru Amazon exclusiv pentru serviciul său de streaming online Amazon Prime Video și a avut premiera pe 18 noiembrie 2016. Serialul a fost conceput după plecarea lui Clarkson, Hammond, May și Wilman din serialul BBC Top Gear. În prezent este la al patrulea sezon.
Este disponibil și cu subtitrare în română pe Amazon Prime Video începând din 2021.

## Controversă
Jeremy Clarkson a făcut o glumă despre imigranții români într-un episod din primul sezon. Ambasada României la Londra a trimis o scrisoare de protest către serviciul de streaming, după cum a spus ambasadorul României în Marea Britanie, Dan Mihalache.

## Episoade
|           |                  |                         |                    |  |  |
| SEZONUL 5 |                  |                         |                    |  |  |
|           |                  |                         |                    |  |  |
| 1         | A Scandi Flick   | Drifting în Scandinavia | 16 septembrie 2022 |  |  |
| 2         | Eurocrash        | Eșuați în Europa        | 16 iunie 2023      |  |  |
| 3         | Sand Job         | Sablați în deșert       | 16 februarie 2024  |  |  |
| 4         | One For The Road |                         | 13 septembrie 2024 |  |  |